# Lengyelország államfőinek listája

A Lengyel Köztársaság elnökének zászlaja

Ez a lista Lengyelország elnökeit és az államfői hivatalt betöltő személyeket tartalmazza 1918 óta. A lengyel állam korábbi vezetőit, az 1795 előtt uralkodó királyokat a Lengyelország uralkodóinak listája című szócikk tartalmazza.

## Lengyel KirályságésII. Köztársaság(1918–1939)
Lengyelország függetlenségét 1918. október 7-én hirdették ki. Az erről szóló proklamációt a Régenstanács adta ki.
| Sorszám | Kép | Név | Hivatali idő                            | Párt                                                         |
| ------- | --- | --- | --------------------------------------- | ------------------------------------------------------------ |
| -       |     | Régenstanács (Aleksander Kakowski, Zdzisław Lubomirski, Józef Ostrowski) 1918. november 11-től Józef Piłsudskival (1867–1935) mint a Lengyel Haderők Legfelsőbb Parancsnokával együtt                                                  | 1918. október 7. – 1918. november 14.   | -                                                            |
| -       |     | Józef Piłsudski (1867–1935) – kezdetben a Lengyel Királyság régenseként és a Lengyel Haderők Legfelsőbb Parancsnokaként gyakorolta az államfői hivatalt. Később november 22-től ideiglenes államfő, majd 1919. február 19-től államfő. | 1918. november 14. – 1922. december 11. | Lengyel Szocialista Párt                                     |
| 1.      |     | Gabriel Narutowicz (1865–1922) | 1922. december 11. – 1922. december 16. | pártonkívüli – a „Felszabadulás” Lengyel Néppárt jelölésével |
| -       |     | Maciej Rataj (1884–1940) – a Szejm elnökeként látta el a köztársasági elnöki feladatokat | 1922. december 16. – 1922. december 20. | „Piast” Lengyel Néppárt                                      |
| 2.      |     | Stanisław Wojciechowski (1869–1953) | 1922. december 20. – 1926. május 14.    | „Piast” Lengyel Néppárt                                      |
| -       |     | Maciej Rataj (1884–1940) – a Szejm elnökeként látta el a köztársasági elnöki feladatokat | 1926. május 15. – 1926. június 4.       | „Piast” Lengyel Néppárt                                      |
| -       |     | Józef Piłsudski (1867–1935) – a Nemzetgyűlés 1926. május 31-én választotta meg köztársasági elnökké. Nem lépett hivatalba. | -                                       | Szanáció                                                     |
| 3.      |     | Ignacy Mościcki (1867–1946) | 1926. június 4. – 1939. szeptember 30.  | pártonkívüli, a szanációs táborhoz való kötődéssel           |

Az 1926. május 12–15-i katonai puccsot követően a tényleges legfelsőbb államhatalom Józef Piłsudski kezében volt, aki a Fegyveres Erők Főfelügyelőjének hivatalát viselte.

## A Lengyel Köztársaság Emigráns Kormánya (1939–1990)
1945. július 5-ig a Lengyel Köztársaság Emigráns Kormánya teljes nemzetközi elismertséget bírt (kivéve a Szovjetuniót, valamint a Harmadik Birodalmat és szövetségeseit). Az ezt követő évtizedekben csak néhány állam ismerte el (Írország, Spanyolország, Kolumbia, Kuba, Libanon, Vatikán, Venezuela).
| Sorszám | Kép | Név | Hivatali idő |
| ------- | --- | --- | --- |
| -       |     | Edward Śmigły-Rydz (1886–1941) – 1939. szeptember 1-jén Mościcki elnök nevezte ki "utódjának a hivatalnak a békekötést megelőzően történő megüresedése esetére" az áprilisi alkotmány 24. cikkelye értelmében. A döntést Mościcki 1939. szeptember 17-én visszavonta (antedatált rendelkezés). | - |
| -       |     | Bolesław Wieniawa-Długoszowski (1881–1942) – 1939. szeptember 17-én Mościcki elnök nevezte ki "utódjának a hivatalnak a békekötést megelőzően történő megüresedése esetére" az áprilisi alkotmány 24. cikkelye értelmében. Wieniawa-Długoszowski lemondott az elnök utódjának hivataláról, a döntést Mościcki 1939. szeptember 17-én visszavonta (antedatált rendelkezés). | - |
| 1.      |     | Władysław Raczkiewicz (1885–1947) | 1939. szeptember 30. – 1947. június 6. (1945. július 5-ig az elnök és az emigráns kormány teljes nemzetközi elismeréssel rendelkezett) |
| 2.      |     | August Zaleski (1883–1972) – folyamatosan viselte hivatalát, nem véve figyelembe, hogy hivatali ideje 1954-ben lejárt | 1947. június 9. – 1972. április 7. |
| -       |     | Hármak Tanácsa – August Zaleskivel szemben felállított, az emigráns közösség egy része által választott, nem alkotmányos államfői testület. Létrehozására Zaleski hivatali idejének önkényes meghosszabbításával szemberni tiltakozásként került sor. 1956-tól elnöki előjogokkal bírt. A Hármak Tanácsának állandó tagja volt Edward Bernard Raczyński és Władysław Anders (Anders az 1969–1970-es hivatali ciklus alatt meghalt, ezért Stanisław Kopański lépett a helyére további két évre a Tanács megszűnéséig, amely Zaleski halála után történt meg. | 1954 – 1972. április 7. |
| 3.      |     | Stanisław Ostrowski (1892–1982) | 1972. április 9. – 1979. március 24.                                                                                                   |
| 4.      |     | Edward Bernard Raczyński (1891–1993) | 1979. április 8. – 1986. április 8. |
| 5.      |     | Kazimierz Sabbat (1913–1989) | 1986. április 8. – 1989. július 19. |
| 6.      |     | Ryszard Kaczorowski (1919–2010) – Lech Wałęsa beiktatása után átadta neki jogosítványait, az emigráns kormány pedig likvidációs bizottságot hozott létre, amely 1991. december 31-ig bejefezte minden emigráns hatalmi szerv tevékenységét. | 1989. július 19. – 1990. december 22.                                                                                                  |

## Lengyel Köztársaság, ún.Népi Lengyelország(1944–1952)
| Sorszám | Kép | Név                                                             | Hivatali idő                          |
| ------- | --- | --------------------------------------------------------------- | ------------------------------------- |
| 1.      |     | Bolesław Bierut (1892–1956) – az Országos Nemzeti Tanács elnöke | 1944. december 31. – 1947. február 4. |
| 2.      |     | Bolesław Bierut (1892–1956) – a Lengyel Köztársaság elnöke      | 1947. február 5. – 1952. november 20. |

## Lengyel Népköztársaság(1952–1989)
A Lengyel Népköztársaság 1952. július 22-i alkotmánya megszüntette az elnöki hivatalt. Szerepét az Államtanács vette át (mely hivatal már az 1947-es kis alkotmány óta létezett). Ez egy alkotmányos államfői testület volt, melynek élén az Államtanács elnöke állt. A Népköztársaság de facto legfontosabb személyisége azonban a Lengyel Egyesült Munkáspárt Központi Bizottságának első titkára volt. 1989-ben az Államtanácsot felváltotta a Lengyel Népköztársaság Elnökének hivatala.
| Sorszám | Kép | Név                                                               | Hivatali idő                          |
| ------- | --- | ----------------------------------------------------------------- | ------------------------------------- |
| 1.      |     | Wojciech Jaruzelski (1923–2014) – a Lengyel Népköztársaság elnöke | 1989. július 19. – 1989. december 30. |

## III. Köztársaság(1989óta)
1989. december 31-én életbe lépett az állam nevének Lengyel Köztársaságra történő változtatásáról szóló alaptörvény.
| Sorszám | Kép | Név | Hivatali idő                            | Párthovatartozás vagy a személyt támogató párt |
| ------- | --- | --- | --------------------------------------- | ---------------------------------------------- |
| 1.      |     | Wojciech Jaruzelski (1923–2014)                                                                                 | 1989. december 31. – 1990. december 22. | Lengyel Egyesült Munkáspárt                    |
| 2.      |     | Lech Wałęsa (1943–)                                                                                             | 1990. december 22. – 1995. december 22. | Szolidaritás Független Szakszervezet           |
| 3.      |     | Aleksander Kwaśniewski (1954–)                                                                                  | 1995. december 23. – 2005. december 23. | Demokratikus Baloldali Szövetség               |
| 4.      |     | Lech Kaczyński (1949–2010)                                                                                      | 2005. december 23. – 2010. április 10.  | Jog és Igazságosság                            |
| -       |     | Bronisław Komorowski (1952–) – a Szejm elnökeként a köztársasági elnöki feladatokat ideiglenesen ellátó személy | 2010. április 10. – 2010. július 8.     | Polgári Platform                               |
| -       |     | Bogdan Borusewicz (1949–) – a Szenátus elnökeként a köztársasági elnöki feladatokat ideiglenesen ellátó személy | 2010. július 8.                         | Polgári Platform                               |
| -       |     | Grzegorz Schetyna (1963–) – a Szejm elnökeként a köztársasági elnöki feladatokat ideiglenesen ellátó személy    | 2010. július 8. – 2010. augusztus 6.    | Polgári Platform                               |
| 5.      |     | Bronisław Komorowski (1952–)                                                                                    | 2010. augusztus 6. – 2015. augusztus 6. | Polgári Platform                               |
| 6.      |     | Andrzej Duda (1972–)                                                                                            | 2015. augusztus 6. – 2025. augusztus 6. | Jog és Igazságosság                            |
| 7.      |     | Karol Nawrocki (1983–)                                                                                          | 2025. augusztus 6. – hivatalban         | Jog és Igazságosság                            |

Esetenként felbukkan az a nézet, hogy Józef Zych, a Szejm elnöke a köztársasági elnök helyetteseként tevékenykedett 1995. december 23-án – Lech Wałęsának a hivatal letételét (1995. december 22.) követően, a megválasztott elnök Aleksander Kwaśniewski másnap 13 órai, a Nemzetgyűlés előtt tett beiktatásáig. Ennek oka az 1992-es kis alkotmány és az 1990. szeptember 27-i, a Lengyel Köztársaság Elnökének megválasztásáról szóló törvény ellentmondó rendelkezései voltak. Az 1992-es kis alkotmány nem határozta meg pontosan az elnöki hivatal helyettesítésének kérdését a hivatali ciklus lejártát követően, az addigi elnök hivatali idejének lejárta előtt megválasztott elnök hivatalba lépése pedig az alaptörvény 30. cikkelyének megfelelően másnap történt meg, a hivatalban lévő elnök mandátumának lejártát követően.

## Fordítás
- Ez a szócikk részben vagy egészben  a   Prezydenci Polski című lengyel Wikipédia-szócikk ezen változatának fordításán alapul.  Az eredeti cikk szerkesztőit annak laptörténete sorolja fel. Ez a jelzés csupán a megfogalmazás eredetét és a szerzői jogokat jelzi, nem szolgál a cikkben szereplő információk forrásmegjelöléseként.